# Mădălina Bellariu Ion
Mădălina Bellariu Ion (n. 10 iulie 1993, Pitești, România) este o actriță româncă cunoscută pentru rolul Elenei din serialul Tânărul papă, în care a jucat alături de Jude Law și pentru mai multe roluri în filme horror, printre care și filmul indian Dobaara: See Your Evil..

## Cariera
Cea mai notabilă apariție a actriței este cea din serialul Tânărul papă (HBO, Sky Atlantic și Channel+), care îi are în rolurile principale pe Jude Law și Diane Keaton, regizat de Paolo Sorrentino.
În 2017 a jucat în rolul lui Daphne în serialul italian Il Professore difuzat de Rai 1
Filmul ei de scurt metraj „Love You Papa” a primit trofeul Delfinul de Argint la Premiile Cannes Corporate Media & TV.
Mădălina a jucat în adaptarea indiană a filmului american de horror Oculus, intitulat Dobaara: See your evil și lansat în iunie 2017.
A jucat rolul vârcolacului Nicoletta în filmul de horror-comedie „Blue m
Moon”, nominalizat la categoria „cel mai bun film” din cadrul Screamfeast 2016 în Los Angeles, California.
A mai lucrat cu actori români, italieni și cu formația Morandi.

## Legături externe
- Madalina Bellariu Ion la imdb.com